# NGC 6999
NGC 6999 é uma galáxia lenticular (S0) localizada na direcção da constelação de Microscopium. Possui uma declinação de -28° 03' 32" e uma ascensão recta de 21 horas, 01 minutos e 59,6 segundos.
A galáxia NGC 6999 foi descoberta em 19 de Outubro de 1864 por Albert Marth.